# Rundfunksender

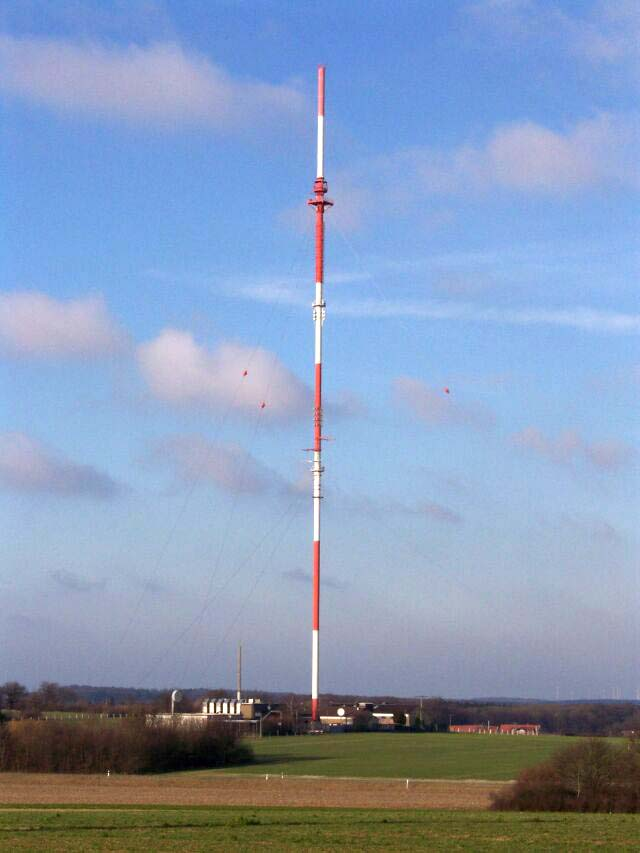
Sendemast

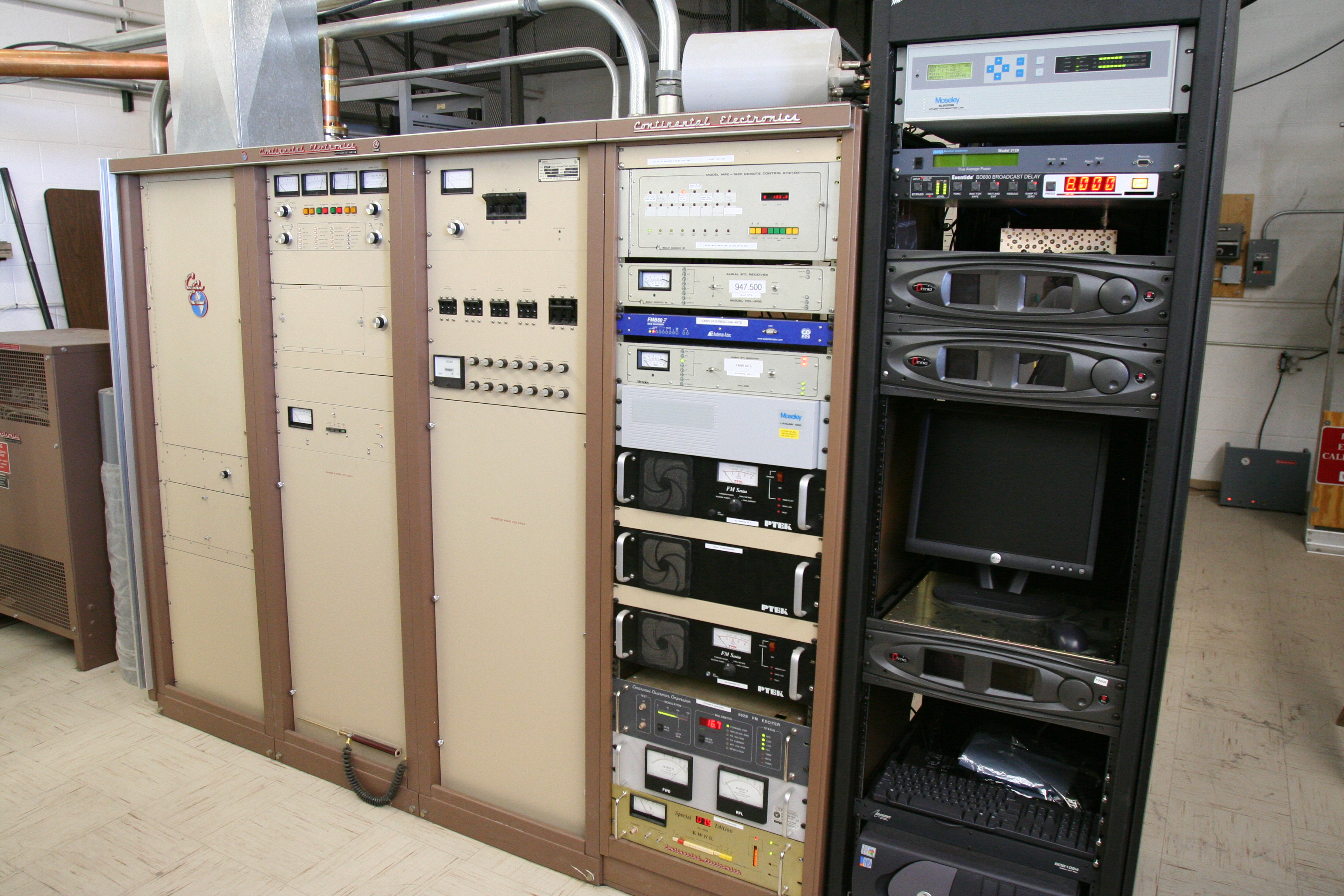
35-Kilowatt-Sender des US-Rundfunksenders KWNR

Ein Rundfunksender (Rundfunksendeanlage) im technischen Sinne ist eine Sendeanlage zur Erzeugung und Abstrahlung von elektromagnetischen Wellen. Das von diesen Funkwellen übertragene Hörfunk- oder Fernsehsignal, das Rundfunkprogramm, ist für die Öffentlichkeit bestimmt und wird über Rundfunkempfangsgeräte (Radios bzw. Fernseher) wiedergegeben.

## Technik
Die Sendefrequenz, oft auch Kanal genannt, kann im Lang-, Mittel-, Kurz- oder Ultrakurzwellenbereich (abgekürzt: LW, MW, KW, UKW/DAB) liegen.
In Deutschland gibt es seit dem 1. Januar 2015 im Mittelwellenbereich  und seit 1. Januar 2021 im Langenwellenbereich keine Rundfunkaussendungen mehr.
Die Trägerfrequenzen der LW- bis KW-Sender sind meist amplitudenmoduliert. Die langwelligen und zum Teil auch die mittelwelligen Signale folgen der Erdkrümmung, so dass sie bei entsprechender Sendeleistung weltweit empfangen werden können (Bodenwelle). Die Wellen des höheren Mittelwellenbandes und der Kurzwellen dagegen werden zwischen den Grenzschichten der Atmosphäre und der Erdoberfläche reflektiert, so dass auch mit ihnen – bei deutlich geringerer Sendeleistung – um den Erdball gefunkt werden kann (Raumwelle). Allerdings kann in diesem Fall unter Umständen das Signal mehrfach empfangen werden, so dass es zu Verfälschungen kommt (Fading). Außerdem ist die Amplitudenmodulation sehr störanfällig gegenüber atmosphärischen Ladungen und Entladungen (zum Beispiel Gewitter). Abgestrahlt wird mit Langdrahtantennen in verschiedenen Ausführungen (zum Beispiel Kastenantennen oder Langdrahtantennen mit Spulenverlängerung), die eine Seite eines Dipols bilden. Die andere Seite bildet die Erde.
UKW-Rundfunksender arbeiten frequenzmoduliert und senden über echte Dipole mit abgestimmter Länge. Die Wellen in diesem Bereich werden von der Erde und der Ionosphäre nicht reflektiert, so dass Überreichweiten kaum auftreten. Außerdem lässt die Frequenzmodulation störungsfreiere Übertragung zu. Da zudem einem UKW-Rundfunksender eine deutlich höhere Bandbreite gegenüber einem Sender auf Lang-, Mittel- und Kurzwelle zur Verfügung steht, die eine wesentlich bessere Signalqualität erlaubt und unter anderem auch die Übertragung von Stereosendungen ermöglicht, wird heute überwiegend im UKW-Bereich gearbeitet.
Ein Rundfunksender strahlt in der Regel seine elektromagnetischen Wellen ungerichtet ab. Das heißt, dass die Signale im Winkel von 360° um den Sender empfangen werden können. Damit wird eine gute Flächendeckung erreicht, was den Empfang der Programme für große Teile der Bevölkerung ermöglicht. In Grenzregionen muss aufgrund internationaler Vereinbarungen unter Umständen gerichtet gesendet werden, das heißt, die Abstrahlung des Sendesignals in eine bestimmte Richtung wird so weit wie möglich unterdrückt.
Der Leistungsbereich eines Rundfunksenders kann im Bereich weniger Watt bis zu einigen Megawatt liegen.
Manche Rundfunksender übertragen auch spezielle Informationen, die mit den üblichen Empfangsgeräten nicht empfangbar sind. So überträgt der Sender Allouis von France Inter nach dem AMDS-Verfahren Zeitzeichen. Nach diesem Verfahren übertrug auch der deutsche Rundfunksender Zehlendorf Pressemeldungen für die Seeschifffahrt.
Weiterhin wird insbesondere bei einigen starken Langwellenrundfunksendern die Trägerfrequenz von einer Atomuhr hergeleitet und kann somit als Eichfrequenz dienen.